# Substituição nucleofílica aromática
Uma substituição nucleofílica aromática é um tipo de reação de substituição nucleofílica na qual o nucleófilo desloca a um grupo lábil, como um haleto, em um anel aromático.
Os haletos de arila, tipicamente, sofrem substituição nucleofílica com extrema dificuldade. Todavia, se ao anel aromático estiverem ligados grupos sacadores de elétrons como -NO2, -NC, e -CN, em posição "orto" ou "para" relativamente à do halogênio, a substituição nucleofílica ocorre com facilidade.